# واچ اواس
واچ اواس (به انگلیسی: watchOS) سیستم عاملی است که شرکت اپل برای اپل واچ توسعه داده است.